# NGC 1795
NGC 1795 (również ESO 56-SC44) – gromada otwarta znajdująca się w gwiazdozbiorze Złotej Ryby. Należy do Wielkiego Obłoku Magellana. Odkrył ją James Dunlop 24 września 1826 roku.